# تاكيشي هوشي
تاكيشي هوشي (باليابانية: 星 岳志) (مواليد 23 نوفمبر 1967)، هو لاعب كرة قدم سابق كان يلعب كلاعب وسط.